# Ruby (coloriste)
Pour les articles homonymes, voir Ruby (homonymie).
Véronique Dorey, plus connue sous le nom Ruby, est une coloriste de bande dessinée et illustratrice française née en 1977[réf. à confirmer].

## Publications
- Antigone (Baiguera/Bruneau), 2017
- Auto bio,	2008[1]
- Bienvenue à BoBoLand
- Brigade fantôme
- Le Chant des Stryges[2]
- Chewing gun, 2002
- Chiquito la muerte, 2001
- Comment c'était avant, 2007
- Les Contes du 7ème souffle
- Les Cosaques d'Hitler
- D'Artagnan ! (Micol/Adam), 2008
- DC Comics - Le Meilleur des Super-Héros, 2017
- Histoire dessinée de la France, 2018
- Le Jour où..., 2007
- Monsieur Jean
- Nekan 2024, 2006
- Les Parques, 2008
- Portugal, 2011
- Prestige de l'uniforme, 2005
- Les Quasi, 2011[3]
- Le Roi des mouches
- Salvatore, 2005
- SuperDupont, 2014
- Sœur Marie-Thérèse des Batignolles[4], 2015
- Taïga Rouge, 2008
- Les Thanatonautes[5]
- Un peu avant la fortune, 2008
- Une épaisse couche de sentiments, 2006
- La Vallée, 2014[6]
- Vitesse moderne
- Œdipe, 2018[7]
- Batman: Turning Points, 2001
- Portugal (en espagnol), 2012
- Punisher